# Абаринов, Андрей Андреевич
Андре́й Андре́евич Аба́ринов (8 (21) июня 1913, Москва, Российская империя — 5 мая 1992, Челябинск, Россия) — советский и российский учёный, инженер-строитель, профессор (1960), педагог, декан инженерно-строительного факультета ЧПИ.

## Биография
Родился 21 июня 1913 года в Москве. Поступил в Московский коммунально-строительный техникум, параллельно учёбе в 1929 году устроился на работу в проектно-производственную организацию «Техбетон». Окончив в 1931 году техникум, поступил на специальность «Гражданское и промышленное строительство» во Всесоюзный заочный индустриальный институт, который окончил в 1939 году.
В 1939—1940 годах работал проектировщиком в московской проектной конторе «Проектстальконструкция». В 1940 году командирован проектировщиком на завод металлоконструкций «Уралстальмост» в г. Верхняя Салда Свердловской области, который в 1941 году перебазирован в Челябинск. С января 1941 по 1961 год работал на Челябинском заводе металлоконструкций им. С. Орджоникидзе, последовательно занимая должности рядового конструктора и технолога, старшего инженера-конструктора, начальника конструкторского бюро, начальника отдела подготовки производства, главного инженера завода.
Параллельно работе главным инженером завода преподавал в Челябинском монтажном техникуме и, начиная с 1954/1955 учебного года, преподавал на инженерно-строительном факультете Челябинского политехнического института (ЧПИ). С 1960 года — профессор. В 1961—1964 годах (по другим данным, в 1961—1965 годах) — декан инженерно-строительного факультета ЧПИ, в 1961—1983 годах — заведующий кафедрой металлических и деревянных конструкций этого факультета.

## Научная деятельность
Источник
Крупнейший специалист в области технологии и организации производства металлоконструкций. Исследовал методы совершенствования технологии изготовления строительных металлоконструкций.
Руководил разработкой технологии и производством ряда сооружений:
- Каркас высотного здания МГУ им. М. В. Ломоносова на Ленинских гоpax;
- Кремлёвский Дворец съездов;
- мост через реку Обь в Новосибирске;
- мост через реку Белую в Уфе;
- мост через реку Миасс в Челябинске (т. н. «Ленинградский мост»);
- доменные комплексы, мартеновские и прокатные цеха в Магнитогорске, Нижнем Тагиле, Челябинске, Новотроицке;
- гидротехнические сооружения для Куйбышевской, Волгоградской, Иркутской ГЭС;
- бетонная эстакада Братской ГЭС;
- атомных установок.

Научный руководитель 9 кандидатов наук.
Опубликовал около 120 научных работ, из которых три монографии.

## Признание и награды
Источник
- Орден «Знак Почёта» (1950);
- медали;
- Значок «Отличник соцсоревнования» Министерства строительства СССР;
- Почётное звание «Заслуженный строитель РСФСР» (1979);
- Имя занесено в Книгу Почёта архитектурно-строительного факультета ЮУрГУ.